# Смалли, Пол
Полл Томас Смалли (англ. Paul Thomas Smalley; 17 ноября 1966 года, Ноттингем, Англия) — английский футболист, тренер и функционер.

## Биография
Будучи игроком, провел более ста игр за родной клуб «Ноттс Каунти». После окончания карьеры, Смалли работал в Футбольной ассоциация Англии, где он в разные годы занимал должности скаута, тренера и регионального директора. Специалист передавал свой опыт в странах Азии, Океании, а также в США.
В 2019 году англичанин, помимо административной работы, возглавил основную и молодежную сборную Брунея. Тренерской деятельностью он занимался менее года, после чего вернулся на должность технического директора Федерации футбола Бангладеш. Короткое время Смалли являлся наставником молодежной сборной этой страны.
В июле 2023 года англичанин был назначен техническим директором Футбольной ассоциации Мальдив.